# Walter Gaßmann

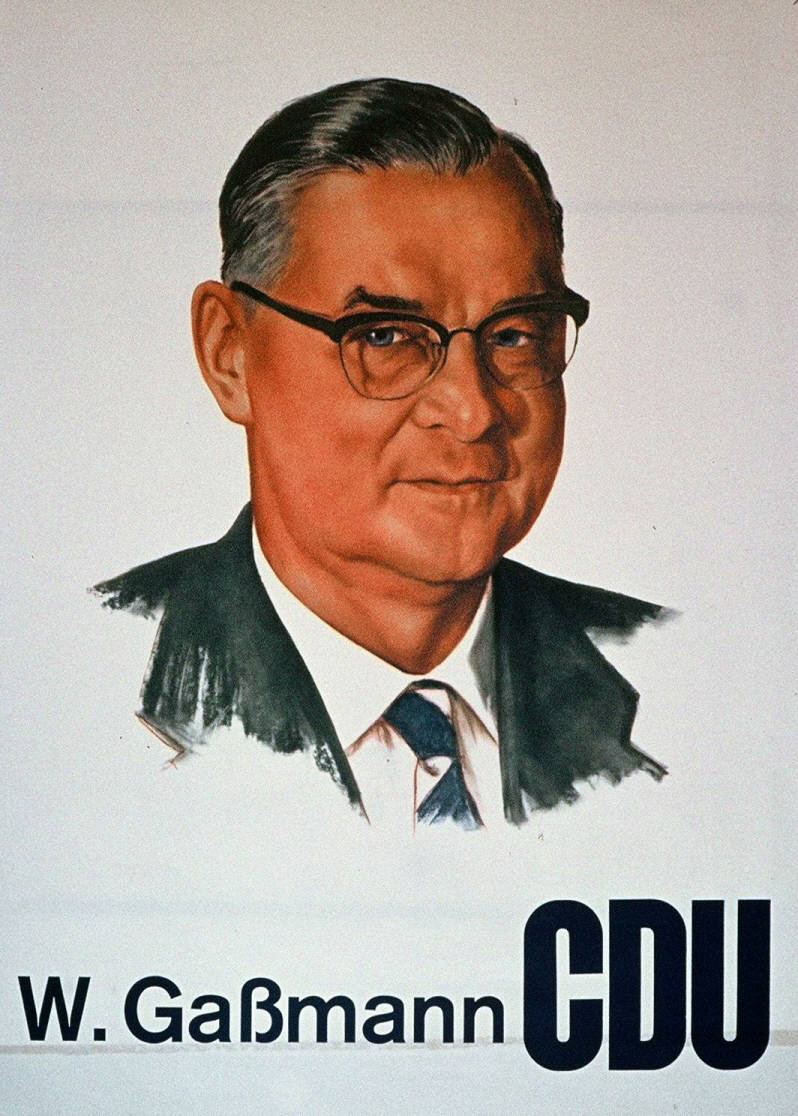
Wahlplakat 1961

Walter Gaßmann (* 3. März 1903 in Stuttgart; † 9. Januar 1979 in Vero Beach, Indian River, Florida) war ein deutscher Industriemanager und Politiker (CDU).

## Leben und Beruf
Nach dem Besuch der Katholischen Oberrealschule schlug Gaßmann eine Verwaltungslaufbahn ein. 1924 bestand er die Prüfung für den gehobenen Verwaltungsdienst und wurde 1925 Sparkassenleiter. 1937/38 war er im öffentlichen Prüfungs- und Revisionswesen tätig. Am 2. Mai 1937 beantragte er die Aufnahme in die NSDAP und wurde rückwirkend zum 1. Mai desselben Jahres aufgenommen (Mitgliedsnummer 5.460.446). 1938 wechselte er aus dem Staatsdienst zur Daimler-Benz AG, wo er Abteilungsleiter und Direktor wurde. 1957 wurde er stellvertretendes Vorstandsmitglied der Daimler-Benz AG.
Er war in mehreren ehrenamtlichen Funktionen tätig. 1955 wurde er Vizepräsident der Internationalen Vereinigung für Soziale Sicherheit in Genf und Vorstandsvorsitzender des Verbandes Deutscher Rentenversicherungsträger. Ein Jahr später wurde er in den Beirat zur Neuordnung der sozialen Leistungen beim Bundesarbeitsministerium berufen. 1957 wurde er stellvertretender Verwaltungsratsvorsitzender der Bundesanstalt für Arbeitsvermittlung und Arbeitslosenfürsorge.
Walter Gaßmann war Mitglied der Deutschen Gesellschaft für die Vereinten Nationen; ab 1960 Vorsitzender des Landesverbandes in Baden-Württemberg. 1960 wurde er Mitglied des Ausschusses des Sozialfonds der Europäischen Wirtschaftsgemeinschaft in Brüssel.
1957 wurde er von Kardinal-Großmeister Nicola Kardinal Canali zum Ritter des Päpstlichen Ritterordens vom Heiligen Grab zu Jerusalem ernannt und am 7. Dezember 1957 in Köln durch Lorenz Jaeger, Großprior der deutschen Statthalterei, investiert. Er gehörte der Komturei Stuttgart an. Er war Großoffizier des Ordens.

## Abgeordneter (MdB)
Gaßmann war Abgeordneter des südwürttembergisch-hohenzollerischen Bundestagswahlkreises Balingen (193). Er gehörte dem Deutschen Bundestag von 1957 bis 1965 an:
- Mitglied des Deutschen Bundestages (3. Wahlperiode 1957–1961)
  - Ordentliches Mitglied des Ausschusses für Sozialpolitik
  - Stellvertretendes Mitglied des Ausschusses für Arbeit
  - Stellvertretendes Mitglied des Finanzausschusses
  - Stellvertretendes Mitglied des Ausschusses für Verkehr-, Post-, Fernmeldewesen
- Mitglied des Deutschen Bundestages (4. Wahlperiode 1961–1965)
  - Ordentliches Mitglied des Ausschusses für Sozialpolitik
  - Stellvertretendes Mitglied des Ausschusses für Arbeit

## Ehrungen
- 1954: Ehrensenator der Eberhard Karls Universität Tübingen
- 1957: Ritterschlag zum Ritter vom Heiligen Grab zu Jerusalem
- 1965: Ritterkreuz des päpstlichen Silvesterordens durch Papst Paul VI.
- 1966: Ehrenmitglied der katholischen Studentenverbindung AV Cheruskia Tübingen
- 1969: Großes Verdienstkreuz des Verdienstordens der Bundesrepublik Deutschland